# أرينيس دي مونت
بلدية أرينس دي مونت (بالكاتالانية: Arenys de Munt) هي إحدى بلديات مقاطعة برشلونة، والتي تقع في منطقة كاتالونيا، شرق إسبانيا.
يبلغ عدد سكانها 7.807 نسمة وفقاً لإحصائية سنة (2007).